# Theodore M. Andersson
Theodore Murdock Andersson (* 20. Juni 1934 in New Haven, Connecticut) ist ein US-amerikanischer germanistischer und skandinavistischer Mediävist. Er ist emeritierter Professor für Germanische Philologie der Indiana University und Stanford University.

## Leben und Wirken
Andersson studierte an der Yale University bei Konstantin Reichardt ältere deutsche und besonders ältere skandinavische Sprache und Literatur. 1956 erhielt er den Bachelor of Arts und 1957 den Master of Arts. 1961 wurde er an der Harvard University promoviert.
Seine akademische Laufbahn begann während seiner Promotionszeit zunächst von 1960 bis 1962 mit einer Dozentur am Deutschen Seminar der Harvard University, um anschließend dort bis 1965 eine Assistenzprofessur zu bekleiden. Von 1965 bis 1968 erhielt er eine außerordentliche Professur für Altgermanistik und Skandinavistik und von 1968 bis 1975 wurde er auf eine ordentliche Professur berufen. Von 1970 bis 1971 vertrat er zunächst geschäftsführend der Lehrstuhl für Germanische Sprachen und Literaturen. Von 1973 bis 1975 war er Inhaber des Lehrstuhls.
1975 folgte Andersson einem Ruf auf eine Professur ans Deutsche Seminar der Universität in Stanford, die er bis 1995 ausfüllte. Von 1982 bis 1984 hatte er den Lehrstuhl inne. Seine akademische Laufbahn beendete er als Professor für Germanische Philologie an der Universität von Indiana, wo er 1999 emeritiert wurde.
Andersson nahm während seiner gesamten Zeit als akademischer Lehrer Gastprofessuren an: 1967 an der Universität von Yale, 1981 an der University of California in Berkeley, 1995 an der Universität von Indiana, 2002 an der University of New Mexico und 2006 an der Universität von Bergen in Norwegen.
Anderssons Lehr- und Forschungsschwerpunkt sind die germanische und hochmittelalterliche Heldendichtung und die altnordische Prosaliteraturen. Er forschte zum Beowulf und zum Hildebrandslied, zum Nibelungenlied und Sage und zur Dietrichepik sowie zu den norwegischen Konunga sögur (Königssagas). Zu diesen Bereichen publizierte er in internationalen Fachperiodika. Darüber hinaus hat Andersson als Mitherausgeber beispielsweise zahlreiche Artikel zum Dictionary of the Middle Ages beigetragen.